# Баррі Гібб
Сер Ба́ррі Алан Кромптон Гібб (англ. Barry Alan Crompton Gibb; нар. 1 вересня 1946) — британський співак, композитор і продюсер, один із засновників музичного гурту Bee Gees. Командор ордену Британської імперії.

## Біографія
Баррі Алан Кромптон Гібб народився 1 вересня 1946 року на острові Мен, який є Коронним володінням Британської корони. Був другим з п'яти дітей у сім'ї, після сестри Леслі (нар. 1945), мав молодших братів: близнюків Моріса (1949—2003) й Робіна (1949—2012) та Енді (1958—1988). 1950 року його сім'я переїхала в Англію, а в 1958 році емігрувала в австралійське місто Брисбен, де Баррі провів дитинство і юність.
Музикою він став займатися ще в Англії, де разом з братами Морісом і Робіном організовував любительські виступи. Вони це робили й після переїзду в Австралію, де заснували гурт The Rattlesnakes, що згодом дістав назву Bee Gees, від ініціалів їхнього промоутера Білла Гуда. Досягнувши великого успіху в Австралії, 1967 року Баррі з братами повернувся в Англію, де вони продовжили свої виступи.
Баррі Гібб став рекордсменом за кількістю його пісень, що потрапили у хіт-парад «Hot 100 Number Ones». Окрім них, лідерами рейтингу були ще написані ним пісні для інших виконавців, таких як Даяна Росс, Доллі Партон і Барбра Стрейзанд. Баррі також посів п'яте місце у списку найуспішніших британських композиторів у поп-чартах.
1970 року Баррі одружився з колишньою «Місс Единбург» Ліндою Грей, котра в шлюбі народила п'ятьох дітей. Пізніше вони переїхали у Маямі (США), де живуть і зараз.
Баррі Гібб і його брати виступали з перемінним успіхом до 2003 року, коли не стало Моріса. Після його смерті Баррі й Робін намагалися відродити гурт восени 2009, але до спільних виступів справа не дійшла. Після смерті Робіна у травні 2012 року, Баррі залишився єдиним живим учасником Bee Gees (не враховуючи запрошених музикантів Вінса Мелоуні й Коліна Петерсона). 2013 року Гібб здійснив своє перше сольне турне містами Північної Америки, яке присвятив пам'яті братів. Продовжує виступати сольно.
У 2007 році журнал «Q» поставив Баррі на 38 місце в списку «100 найвидатніших співаків XX століття». У Книзі рекордів Гіннесса він на другому місці в списку найуспішніших авторів пісень після Пола Маккартні.